# Лямбда Жертвенника
Лямбда Жертвенника (Lambda Arae, λ Жертвенника, λ Arae, сокращ. Lambda Ara, λ Ara) — звезда в южном созвездии Жертвенник. Звезда имеет видимую звёздную величину +4,77m и, согласно шкале Бортля, звезда видна невооружённым глазом на пригородном/городском небе (англ. Suburban/urban transition).
Из измерений параллакса, полученных во время миссии Hipparcos известно, что звезда удалена примерно на 70,0 св. лет (21,5 пк) от Земли. Звезда наблюдается южнее 41° с. ш., то есть, видна южнее о-ва Сардинии, г. Стамбул, Синьцзян-Уйгурского автономного района и о-ва Лонг-Айленд. Лучшее время наблюдения — июнь.
Звезда Лямбда Жертвенника движется довольно медленно относительно Солнца: её радиальная гелиоцентрическая скорость равна 4 км/с, что на 60 % меньше скорости местных звёзд Галактического диска, а также это значит, что звезда удаляется от Солнца. Звезда приближалась к Солнцу на расстояние 69,05 св. лет 156 000 лет назад, когда она увеличит свою яркость на 0,08m до величины 4,69m (то есть светила, тогда как Ню Печи светит сейчас). По небосводу звезда движется на юго-восток, проходя по небесной сфере 0,205 угловых секунд в год.
Средняя пространственная скорость Лямбда Жертвенника имеет компоненты (U, V, W)=(-3.0, −9.6, −18.5), что означает U=−3,0 км/с (движется от галактического центра), V=−9,6 км/с (движется против направления галактического вращения) и W=−18,5 км/с (движется в направлении южного галактического полюса).
Лямбда Жертвенника (латинизированный вариант лат. Lambda Arae, λ Arae) является обозначением Байера, данным им звезде в 1603 году. Хотя звезда и имеет обозначение λ (Лямбда — 11-я буква греческого алфавита), однако сама звезда — 10-я по яркости в созвездии.

## Свойства Лямбда Жертвенника
Лямбда Жертвенника — является звездой спектрального класса F4V, что указывает на то, что водород в ядре звезды ядерным «топливом», то есть звезда находится на главной последовательности. Масса звезды напрямую не измерена, однако для звёзд подобного спектрального класса она должны быть равна 1,23 {\displaystyle M_{\bigodot }}Таблицы VII и VIII. Звезда излучает энергию со своей внешней атмосферы при эффективной температуре около 6725 К, что придаёт ей характерный жёлто-белый цвет.
В связи с небольшим расстоянием до звезды её радиус может быть измерен непосредственно, и такая попытка была сделана в 1983 году Данные об этом измерении приведены в таблице:
| Имя звезды | Год  | m    | Спектр | D (mas) | Rабс ({\displaystyle R_{\bigodot }}) | Комм.  |
| Вулли 9597 | 1983 | 4.76 | F4V    | —       | 1.2                                  | [ 17 ] |

Сейчас, после измерения миссии Gaia мы знаем, что радиус звезды должен быть 1,69 {\displaystyle R_{\bigodot }}, то есть измерение 1983 года было достаточно адекватным, но недостаточно точным. Однако, радиус, измеренный миссией Gaia, завышен, поскольку для подобных звёзд более характерен радиус 1,29 {\displaystyle R_{\bigodot }}Таблицы VII и VIII. Также есть некоторые свидетельства того, что это может быть двойная звёздная система, состоящая из двух Звёзд с одинаковыми массами.
Светимость звезды, равная 4,6 {\displaystyle L_{\bigodot }}, также завышена в полтора раза для звезды спектрального класса F4, для которой более характерны светимости равные 2,98 {\displaystyle L_{\bigodot }}.
Звезда имеет поверхностную гравитацию 4,15 СГС или 141,3 м/с2, то есть в 1,9 раза меньше, чем на Солнце (274,0 м/с2). Звёзды, имеющие планеты, имеют тенденцию иметь большую металличность по сравнению Солнцем, однако Лямбда Жертвенника имеет значение металличности почти в два раза меньше солнечного значения — −0,24, то есть почти 58 % от солнечного значения, что позволяет предположить, что звезда «пришла» из других областей Галактики, где было довольно мало металлов, и рождено в молекулярном облаке благодаря менее плотному звёздному населению и меньшему количеству сверхновых звёзд.
Скорость вращения Лямбда Жертвенника превосходит солнечную почти в 7,75 раз и равна 15,5 км/с. Лямбда Жертвенника находится на границе существования «скорости отрыва», которая приходится на спектральный класс F5. Выше него горячее звезды вращаются намного быстрее в результате падения их внешних конвективных слоёв. Правда в результате генерирации магнитные поля, в сочетании со звёздными ветрами их вращение замедляется со временем. О текущем возрасте звезды неизвестно ничего, однако известно, что звёзды с массой 1,23 {\displaystyle M_{\bigodot }}Таблицы VII и VIII живут на главной последовательности порядка 4,9 млрд. лет, после чего Лямбда Жертвенника станет красным гигантом, а затем, сбросив внешние оболочки, станет белым карликом.
Лямбда Жертвенника демонстрирует лёгкую переменность: во время наблюдений яркость звезды колеблется на несколько сотых величин, с неизвестным периодом, тип переменной определён как переменная звезда типа Дельты Щита.
Исследование Лямбда Жертвенника с помощью космического телескопа Спитцер показывает избыток инфракрасного излучения на длине волны 70 мкм. Это говорит о том, что он может вращаться вокруг остаточный диск с радиусом более 15 а.е..

## Ближайшее окружение звезды
Следующие звёздные системы находятся на расстоянии в пределах 20 световых лет от звезды Лямбда Жертвенника (включены только: самая близкая звезда, самые яркие (<6,5m) и примечательные звёзды). Их спектральные классы приведены на фоне цвета этих классов (эти цвета взяты из названий спектральных типов и не соответствуют наблюдаемым цветам звёзд):
| Звезда               | Спектральный класс | Расстояние, св. лет |
| Лейтен 270-137       | DA8                | 7.07                |
| Эта Скорпиона        | F5 IV              | 9.80                |
| Эпсилон2 Жертвенника | F5 V Fe+0.5        | 17.38               |
| Глизе 676            | M0V/M3V            | 18.94               |

Рядом со звездой, на расстоянии 20 световых лет, есть ещё порядка 10 красных, оранжевых карликов и жёлтых карликов спектрального класса G, K и M, которые в список не попали.